# Diane Black

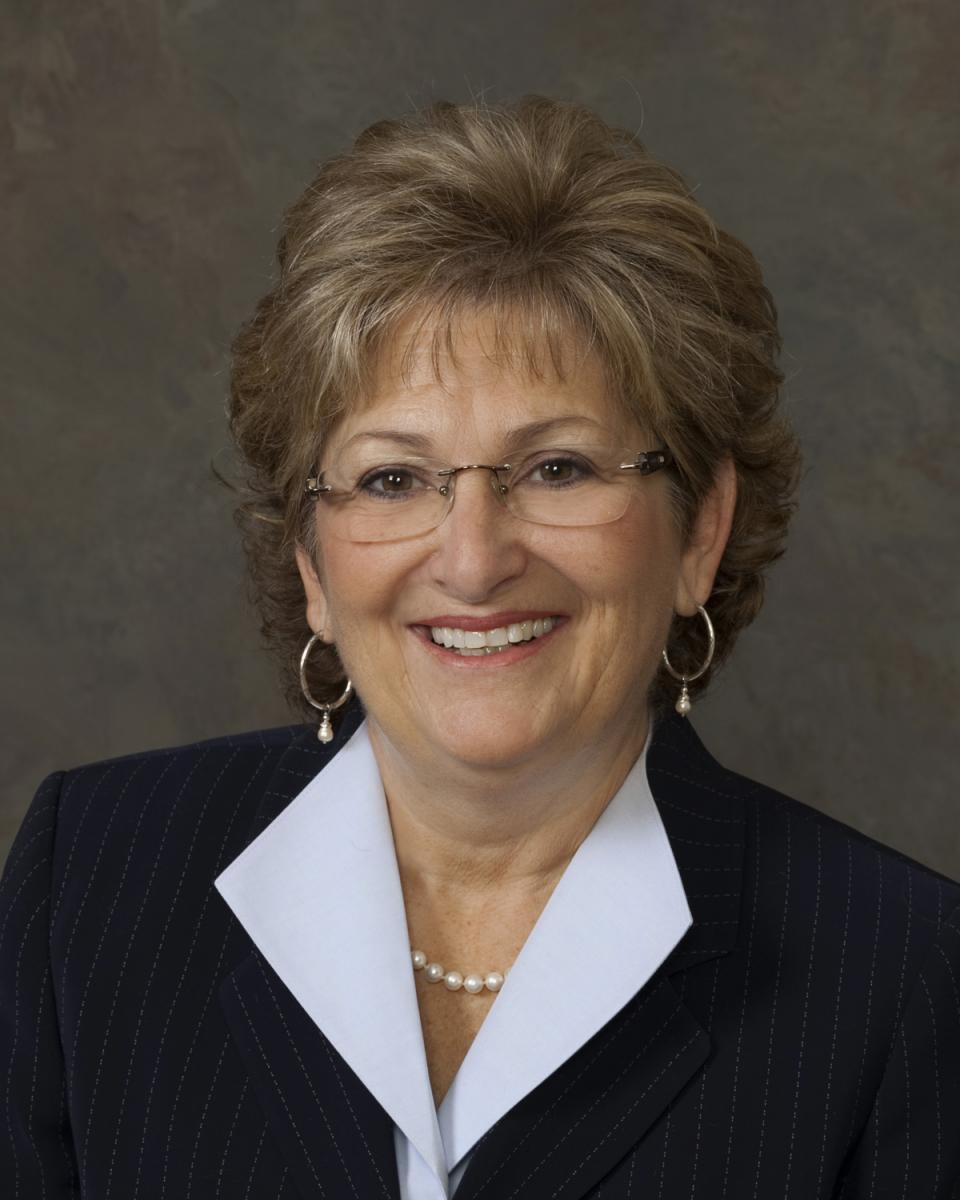
Diane Black

Diane Lynn Black (* 16. Januar 1951 in Baltimore, Maryland) ist eine US-amerikanische Politikerin der Republikanischen Partei. Von 2011 bis 2019 vertrat sie den 6. Kongresswahlbezirk des Bundesstaates Tennessee im US-Repräsentantenhaus.

## Werdegang
Diane Black besuchte bis 1971 das Anne Arundel Community College in Arnold, wo sie zur Krankenschwester ausgebildet wurde. Im Jahr 1992 bildete sie sich an der Belmont University in Nashville in ihrem Beruf fort und wurde als amtliche Krankenschwester zugelassen. Später hielt sie auch am Volunteer State Community College in Gallatin Vorlesungen zu ihrem Fachgebiet. Sie arbeitete zeitweise auch für Non-Profit-Organisationen.
Zwischen 1999 und 2005 saß Black als Abgeordnete im Repräsentantenhaus von Tennessee; von 2005 bis 2010 gehörte sie dem Staatssenat an. Bei der Wahl 2010 wurde sie im sechsten Kongresswahlbezirk Tennessees mit 67 Prozent der Stimmen gegen den Demokraten Brett Carter in das US-Repräsentantenhaus in Washington, D.C. gewählt, wo sie am 3. Januar 2011 die Nachfolge des nicht mehr kandidierenden Bart Gordon antrat. Im Kongress war sie Mitglied im Haushaltsausschuss und im Committee on Ways and Means sowie in einem Unterausschuss. Innerhalb ihrer Partei gehörte sie zum Republican Study Committee sowie als Mitglied des Tea Party Caucus zu den Anhängern der Tea-Party-Bewegung. Sie trat 2018 nicht zur Wiederwahl an und schied deshalb zum 3. Januar 2019 aus dem Kongress aus. Stattdessen bewarb sie sich 2018 ohne Erfolg in der Vorwahl der Republikaner für das Amt des Gouverneurs von Tennessee.
Sie ist mit dem Geschäftsmann Dave Black verheiratet, mit dem sie drei erwachsene Kinder hat.